# 위즈돔 (기업)
위즈돔은 국내 최초 스마트 모빌리티이다.
모빌리티 산업에서 혁신적인 솔루션을 제공하는 IT기업으로 관제 시스템 AIBOS(Advanced Integrated Bus Operating System)와 역노선 설계 특허를 보유하고 있다.
나홀로 운전자들을 대중교통으로 이끌어내기 위한 방안에서부터 시작한 사업으로 설립한지 15년 이 되었다. 현재 SK하이닉스, 카카오, 현대, 한국타이어, CJ, 삼성 등 대기업의 통근버스를 도맡아서 운행하고 있으며 국토부와 MiRi(미리)를 통해 경기프리미엄버스 플랫폼을 운영중에 있다.

## 상세 내용
스마트 모빌리티를 처음부터 끝까지 직접 개발, 운영하는 유일한 기업. 법을 전공한 한상우 대표를 필두로 버스 산업의 틈새를 찾아내어 버스업계의 헤게모니를 무너뜨리며 새로운 영역으로 사업을 확장해나갔다.
2010년, 위즈돔의 신규 버스 사업에 대해 기존 버스 업계의 반발과 시비에 휘말리며 1년도 안 돼 사업을 중단했다. 광역버스부터 마을버스까지, 운영되는 모든 버스가 노선 설계와 관련해 정부로부터 승인을 받아 운영되는데, 이용자들의 수요에 따라 노선을 만들고 전세버스를 공급하는 위즈돔 사업이 사실상 대중교통 체계의 근간을 흔들 수도 있다는 우려로 이어졌다.
한상우 대표는 비슷한 유영의 사업 모델이 불법이 아니라는 대법원 판례를 찾아내서 정부를 상대로 문제를 제기했고 승소를 거두게 되었다.
2011년, 위즈돔은 정부로부터 여객자동차 운수사업법 개정을 이끌어냈다.
2013년, 위즈돔은 정부로부터 한정면허를 받은 모빌리티 기업 1호가 되었다.

### B2B(통근버스)
위즈돔은 2010년도 SK그룹 통근버스를 시작으로 한화, CJ, 주식회사 카카오, SK하이닉스, HD현대, 한국타이어, 세메스, 천안산업단지 등 176개사에 AIBOS(통합운영관제시스템)을 통해 고객사 맞춤식 서비스를 제공하고 있다.
AIBOS 시스템은 위즈돔에서 직접 제작, 운영하고 있다. 자체적인 시스템 기획 및 개발을 통해 노선, 고객, 버스사까지 통합적으로 관리하고 있으며 실시간 관제 시스템을 통해 버스의 실시간 위치를 확인하고 고객의 탑승 여부를 확인할 수 있다.
이는 AIBOS 시스템에 사용자 플랫폼(기업별 어플)과 운전기사 플랫폼(미쓰고)이 연결되어 있기 때문이다.
위즈돔은 사용자 플랫폼을 통해 고객들의 수요를 분석하고 세분화된 고객정보 데이터를 수집하고 운전기사 플랫폼을 통해 운행 및 서비스 데이터를 수집한다. 데이터를 토대로 고객 수요에 맞춘 노선 설계를 진행하고 노선을 운행하며 효율성을 분석한다.
호율성 측면과 고객의 수요 데이터를 통해 노선을 재설계하거나 보완하는 형태로 지속적인 관리를 진행 중이다.
이와 더불어 24 / 7 고객 문의, 응대 센터인 Contact Center를 운영한다. 챗봇, 실시간 채팅, 콜센터, 이메일 등을 통해 고객들의 문제 발생에 즉각 대응이 가능하여 호평을 받고 있다. 분실물, 결제 및 환불, 노선 변경 등의 탑승객 민원사항에 대해서도 대처 및 보상정책이 확실하다.

### B2C(Play&Festa)
위즈돔은 B2C 사업으로 국내 다양한 페스티벌과 관광지의 모빌리티 사업을 진행하고 있다.

아래는 현재까지 위즈돔이 진행한 Festa 및 관광지 셔틀버스 목록
- Festa
  - 2018 동계 올림픽/ 2018년 동계 패럴림픽
    - 위즈돔은 2018 평창 동계올림픽과 2018 평창 동계패럴림픽의 공식 모빌리티로 선정되어 올림픽 기간(18.2.10-18.2.25)과 페럴림픽(18.3.9 - 18.3.18) 기간 동안 서울광장과 평창·강릉 올림픽경기장을 오가는 무료 셔틀버스로 운행

  - 울트라 코리아[8]
  - 자라섬국제재즈페스티벌
  - 멜론 뮤직 어워드
  - Electric Daisy Carnival Korea
  - 월드 DJ 페스티벌
  - S2O Korea Songkran Music Festival[9]
  - GS25뮤비페[10]
  - 서울모터쇼
  - 송도맥주축제
  - 스파르탄 레이스[11]
  - 이스케이프[12]
  - 하겐다즈[13]
  - 레인보우[14]
  - 구스아일랜드[15]

- Play
  - 에버랜드[16]
  - 캐리비안베이[17]
  - 한국민속촌
  - 캠프통[18]
  - 웰리힐리파크

### B2G('MiRi')
경기도 광역버스 예약플랫폼 App 'MiRi '
2017년, 국토교통부 산하 대도시권광역 교통 위원회와 로카모빌리티와 함께 경기도 광역버스 예약플랫폼 App ‘미리’ 출시
‘미리’는 모바일 앱을 통해 미리 좌석을 예약하고 정해진 시간에 정류소 대기없이 바로 탑승할 수 있는 서비스다. 가격은 일반 광역버스와 별 차이 없고, 수도권통합환승할인도 적용된다.

2017년 7월부터 국토교통부와 경기도는 M버스(M6117, M4403)과 경기도 광역버스(8100, G6000)을 이용하는 승객 대상으로 좌석예약서비스를 시범 운행했는데, 3개월간 이용만족도가 75%정도 나오며 평균 5 ~ 20분 이상의 출근시간 단축 효과가 있었다.
2022년 이태원 사건 이후 과거에 사라졌던 광역버스 입석금지 제도가 승객의 안전을 이유로 부활하게 되었다. 정부와 경기도에서 광역버스 증편, 2층 버스 도입 같은 대책을 내놓았지만 승차난이 쉽사리 풀리지 않고 있었다.
그럼에도 불구하고 좌석예약서비스로 인해 어느 정도의 승차난이 해결되고 버스 노선 증편을 통해 지속적으로 불편한 부분들이 해소되어가고 있다.

## 연혁
- 2024
  - 세메스 스마트통근 운영

- 2023
  - SK하이닉스 스마트통근 운영
  - 현대중공업 울산 스마트통근 운영
  - 천안산업단지 스마트통근 운영
  - 광역버스예약플랫폼 MiRi App V3 런칭, 노선 확대 / 스마트앱어워드 공공서비스 대상

- 2022
  - HD현대GRC 스마트통근 운영
  - 통합운영시스템 AIBOS 4.0
  - 한국타이어금산공장 AIBOS Mini 운영

- 2021
  - 서울아산병원, 삼성SDS 통근버스 운영
  - 경기프리미엄버스 10개 노선 36대 수주

- 2020
  - 한국타이어그룹 통근버스 운영
  - 경기프리미엄버스 MiRi+ 개발
  - 인천국제공항 상주인원 통근버스 운영
  - FIT 셔틀버스 운영

- 2019
  - 서울모터쇼, 한국민속촌, 울트라코리아, EDC, 자라섬재즈페스티벌, 에버랜드, MMA 공식모빌리티
  - KDB 산업은행 통근버스 운영

- 2018
  - 2018년 동계올림픽 · 2018년 패럴림픽 공식모빌리티
  - SK하이닉스 통근버스 관제

- 2017
  - 카카오 통근버스 운영
  - AJ플릿링크 설립 및 차량 관리
  - 광역버스 좌석예약 플랫폼 MiRi 개발

- 2015
  - 한국스마트버스협동조합설립
  - CJ그룹 통근버스 운영
  - 채드윅국제학교 스쿨버스

- 2014
  - 웰리힐리파크 레저형 셔틀 버스 운영

- 2013
  - 법령개정 e-BUS 정부 면허
  - 한화그룹 통근버스 운영

- 2011
  - 운영시스템 AIBOS 1.0
  - SK그룹 통근버스 운영

- 2009 - 2010
  - e-BUS 런칭
  - (주)위즈돔 창립